# نویل مرینر
نویل مَرینر (انگلیسی: Neville Marriner؛ ۱۵ آوریل ۱۹۲۴ – ۲ اکتبر ۲۰۱۶) رهبر ارکستر، موسیقی‌دان و آهنگ‌ساز اهل بریتانیا بود.
نویل مَرینر نوازندهٔ ویولن بود و بعدها مبدل به یکی از بزرگترین رهبران ارکستر جهان شد.
او دانش‌آموختهٔ کالج سلطنتی موسیقی لندن بود و در همان ابتدا این شانس را داشت که در زمرهٔ نوازندگان دوم ویولن در ارکستر سمفونیک لندن باشد. وی مدتی نیز معلم موسیقی در کالج ایتن بود.
او پس از هربرت فون کارایان، دومین رهبر ارکستر پُرکار محسوب می‌شود و بیش از ۶۰۰ ضبط موسیقی داشت و در آنها ۲۰۰۰ اثر هنری گوناگون را پوشش داد.